# Garango
Garango là một tổng thuộc  tỉnh Boulgou ở phía đông Burkina Faso. Thủ phủ là thị xã Garango. Theo điều tra dân số năm 1996, tổng này có tổng dân số 67.737 người.

## Các thị xã và làng xã
- Thị xã Garango (30 469 dân) (thủ phủ)
- Bangoula (2 337 dân)
- Belgue (516 dân)
- Dissiam (3 019 dân)
- Gogoma (659 dân)
- Kombinatenga (1 201 dân)
- Lergho (3 830 dân)
- Ouaregou (9 090 dân)
- Ouaregou-Peulh (214 dân)
- Sanogho (4 537 dân)
- Sanogho-Peulh (165 dân)
- Siguinvousse (732 dân)
- Torla (3 526 dân)
- Zigla-Koulpele (4 476 dân)
- Zigla-Polace (2 966 dân)